# Olga Fernández
Pour les articles homonymes, voir Fernández.
Olga Fernández Valdés est une journaliste et écrivaine cubaine née à La Havane.

## Biographie
Olga Fernandez a étudié l'histoire et le journalisme à l'université de La Havane où elle est rédacteur en chef de la revue Alma Mater, puis elle a obtenu un doctorat de littérature à l'université pontificale catholique de l'Équateur.
Durant vingt ans, de 1973 à 1983, elle a travaillé comme journaliste pour le magazine Cuba Internacional de l'agence de presse latino-Américaine Prensa Latina. Elle a fait des reportages et des entrevues dans plusieurs pays européens, tout en publiant ses essais et articles dans des revues et des journaux à La Havane, Caracas, Buenos Aires, Mexico, Vienne, Varsovie, Cracovie, Moscou, Bucarest et Berlin notamment. Elle était une collaboratrice régulière de l'hebdomadaire culturel El Pais Cultural, du quotidien El País. En Équateur, ses chroniques et articles sont parus dans les revues Diners, Cultura (Banque centrale de l'Équateur), Eskeletra et Chasqui.
Par la suite, ayant longuement fait des recherches sur l’œuvre journalistique de José Martí, elle fut chargée jusqu'en 1992 d'éditer ses textes en langues étrangères.
Dans le même temps, elle était régulièrement invitée à donner des cours l'université des Andes (1989, 1990, 1991) et à l'université Simón Bolívar (1993) au Venezuela, ainsi qu'à l'université pontificale catholique de l'Équateur, tout en enseignant à de l'université centrale du Venezuela (1990), et à l'université de La Havane.
Elle a aussi participé à des événements internationaux de littérature, tels que la 5e journée universitaire internationale de littérature pour enfants et adolescents à Mérida au Venezuela en avril 1989, ainsi qu’à la réunion des écrivains mexicaines et cubaines, organisée par le Collège du Mexique et par la Maison des Amériques à La Havane en avril 1990. Elle a, en outre été invitée comme conférencière lors du premier Congrès latino-américain de littérature pour enfants et adolescents qui eut lieu à Montevideo en Uruguay en juin 1994. Elle a également enseigné l'écriture créative à Montevideo ainsi qu'à la Maison de la culture de Quito en Équateur.
Depuis 1993, après avoir voyagé avec son mari, l'écrivain et journaliste Agenor Marti, et ses deux enfants, en Uruguay, puis à Quito, elle s'est installée dans la capitale équatorienne où elle a été professeur de langue et de littérature à l'université de San Francisco, à l'université pontificale catholique de l'Équateur, à l'université des Hémisphères et dans l'université des Amériques où elle enseigne actuellement la langue et la communication.

## Œuvre
Elle a publié 22 livres. Parmi eux, plusieurs de littérature et contes pour enfants et adolescents, des essais sur le journalisme et sur techniques de communication linguistiques.
Livres pour les enfants et les jeunes
- 2011 : Circo del Nuevo Mundo (Cirque du Nouveau Monde), Quito: Eskeletra.
- 1992 : El abanderado (Le porteur), La Havane: Gente Nueva.
- 1991 : Mi amigo José Martí (Mon ami José Martí), Caracas: Alfadil.
- 1990 : A la vanguardia, el General (A l’avant-garde, le général), La Havane: Gente Nueva.
- 1988 : Con mi abuelo y sus amigos (Avec mon grand-père et ses amis), La Havane: Gente Nueva.
- 1981 : Dos días con el General Antonio (Deux jours avec le général Antonio), La Havane: Gente Nueva.

Livres d'histoire
- 1990 : La otra carga del capitán Montiel (L'autre charge du capitaine Montiel), La Havane: Letras Cubanas
- 1988 : Niña del arpa (Fille de la harpe), La Havane: Unión.

Essais
- 2003 : Carpentier y Colón sin máscaras. El arpa y la sombra como ficción del Nuevo Mundo (Carpentier et Colomb sans masques. La harpe et l'ombre comme fiction du Nouveau Monde), non publié
- 2002 : Palabra, furia y razón. Sobre autores y personajes literarios (La parole, la rage et la raison. À propos des auteurs et des personnages littéraires), Quito: Abya-Yala.

Articles, entretiens, chroniques et reportages
- 2008 : Lo que me dejó el periodismo (Ce que le journalisme m’a laissé), in Revista Latinoamericana de Comunicación Chasqui, n°103, Quito, septembre 2008.
- 2005 : Solo de música cubana : articulos, entrevistas y reportajes (Solo de musique cubaine : articles, entretiens et reportages), Quito: Abya-Yala.
- 1995 : Strings and Hide (Des cordes et des peaux), La Havane: Publications José Martí en langues étrangères.
- 1989 : La Habana en que nació José Martí” (La Havane où Jose Marti est né), in Anuario del Centro de Estudios Martianos, n°12, La Havane.
- 1986 : Las mujeres y el sentido del humor (Les femmes et le sens de l'humour), La Havane: Letras Cubanas.
- 1984 : En do mayor : entrevistas (En ut majeur : entretiens), Université de La Havane.
- 1984 : A pura guitarra y tambor (Guitare et tambour purs), chroniques, Santiago de Cuba: Ed-Orient.
- 1982 : Por esta independencia (Pour cette indépendance), articles, Université de la Havane.
- 1980 : Los frutos de un mañana (Les fruits d'un avenir), reportage en collaboration avec Agenor Marti, Université de la Havane.

Romans inédits
- La muerte en la trampa : Cuba-siglo XVIII (Mort dans le piège : Cuba-XVIIIe siècle).
- Dama de compañía (Dame de compagnie).
- Mientras sepas que estoy vivo (Autant que tu saches que je suis vivant), roman historique.

Anthologies
- 2013 : Detectives en acción (Les détectives en action), sur le roman policier, Quito: Editeurs de tas.
- 2013 : El lado oscuro del crimen (Le côté noir du crime), sur le thriller, Quito: Acervo.
- 2003 : Cuentos fantásticos juveniles (Contes fantastiques pour adolescents), Quito: Eskeletra.

## Prix et récompenses
Entre 1980 et 1993, Olga Fernández a obtenu 14 prix journalistiques et littéraires, et 16 accessits.

## Sources
- Helen Hernández Hormilla, Mujeres en crisis. Aproximaciones a lo femenino en las narradoras cubanas de los noventa, La Havane: Aquarius, Centro Félix Varela, 2011
- Luis Cabrera Delgado, La historia de la literatura infantil latinoamericana, in Palabra Viva, Cuba Literaria, La Havane, novembre 2009
- La Jiribilla, revue culturelle cubaine, La Havane, Tome X, n° 547, octobre-novembre 2009
- Sergio Andricaín, Los puntos sobre las íes, Revue Cuatrogatos, n° 2, avril-juin, 2000
- Magamy Sanchez, Olga Fernández: éxitos y proyectos, La Havane, Revue Cartelera, 27 juillet 1989
- Raymond Diaz, Olga no dejará los temas históricos, La Havane, Journal Bastion, n° 8, août 1988
- Ilse Boulit, El general cruza a galope, La Havane, Bohemia, n° 8, 22 février 1985
- Roberto Pérez León, Un regalo para nuestros hijos, La Havane, Tribuna de la Habana, 21 décembre 1984